# Jennifer Lee Carrell
Jennifer  Lee Carrell (Washington, 1962) è una scrittrice e regista teatrale statunitense, studiosa di letteratura inglese e americana all'Università di Harvard, dove insegna.

## Biografia
Ha studiato all'Università di Oxford, in Inghilterra. A Harvard allestisce spettacoli shakespeariani con la Hyperion Theatre Company.
Sulla figura di William Shakespeare è basato il suo primo successo, un romanzo giallo intitolato in Italia W.. Titolo originale dell'opera è Interred With Their Bones, basato su un verso tratto dal monologo di Marco Antonio, presente nell'atto III, scena II del Giulio Cesare; titolo che, poco appetibile per il grande pubblico, è stato modificato nelle edizioni successive in The Shakespeare Secret. Il libro ha avuto un grande successo ed è stato pubblicato in venti paesi.
Attualmente la Carrell vive a Tucson, Arizona.